# BLESSING 祝福
『BLESSING 祝福』（ブレッシング しゅくふく）は、日本の歌手平原綾香の5枚目のシングル。2004年10月6日発売。

## 概要
- PV監督は大喜多正毅。
- 落合徹也が参加。

## 収録曲
1. BLESSING 祝福 [5:57]
作詞：吉元由美／作曲：Pascal Obispo／編曲：小林信吾
2. i [5:00]
作詞・作曲：平原綾香／編曲：小林信吾
3. empty space ～acoustic session～ [4:20]
作詞・作曲：平原綾香／編曲：坂本昌之
4. BLESSING 祝福 ～Vocal-less Track～ [5:57]

## 楽曲の収録アルバム
BLESSING 祝福
- オリジナル『The Voice』(Album Mix)（2004年11月25日）
- ベスト『Jupiter〜平原綾香ベスト〜』（2008年02月13日）
- オリジナル 『10周年記念シングル・コレクション 〜Dear Jupiter〜』(2013年5月8日)

i
- オリジナル『The Voice』（2004年11月25日）

## タイアップ
BLESSING 祝福
- トヨタ自動車「WISH」CMソング
- ミュージカル『十戒』テーマソング
- TBSテレビドラマ『ブラックボード〜時代と戦った教師たち〜』主題歌